# Detroit Institute of Arts
O Detroit Institute of Arts (DIA), (em português: Instituto de Artes de Detroit) localizado no centro da cidade de Detroit, Michigan, tem uma das maiores e mais importantes coleções de arte nos Estados Unidos. Com mais de 100 galerias, abrange 61.100 metros quadrados,um grande projeto de renovação e expansão concluído em 2007 adicionou 5.400 metros quadrados. A coleção do Instituto é considerada entre os seis melhores museus nos Estados Unidos com um acervo enciclopédico que abrange o mundo das obras antigas egípcias e européias até a arte contemporânea. Sua coleção de arte é avaliada em bilhões de dólares, 8,1 bilhões, de acordo com uma avaliação de 2014. O campus está localizado no Centro Histórico do Centro Cultural de Detroit, a cerca de 3 quilômetros a norte da área do centro da cidade, em frente à Biblioteca Pública de Detroit, perto da Universidade Estadual Wayne.
O edifício do museu é altamente apreciado pelos arquitetos. O edifício original, desenhado por Paul Philippe Cret, é composto por alas norte e sul com o mármore branco como o principal material exterior em toda a estrutura. O campus é listado no Registro Nacional de Lugares Históricos. A primeira pintura do Instituto foi doada em 1883 e sua coleção é composta por mais de 65.000 obras. Com cerca de 677.500 visitantes anualmente em 2015, o DIA é um dos museus de arte mais visitados do mundo. O Instituto de Artes de Detroit organiza grandes exposições de arte e contém um teatro de 1.150 lugares projetado pelo arquiteto C. Howard Crane, além de um salão de 380 assentos para recitais e palestras, uma biblioteca referência em arte e um laboratório de serviços de conservação.

## História

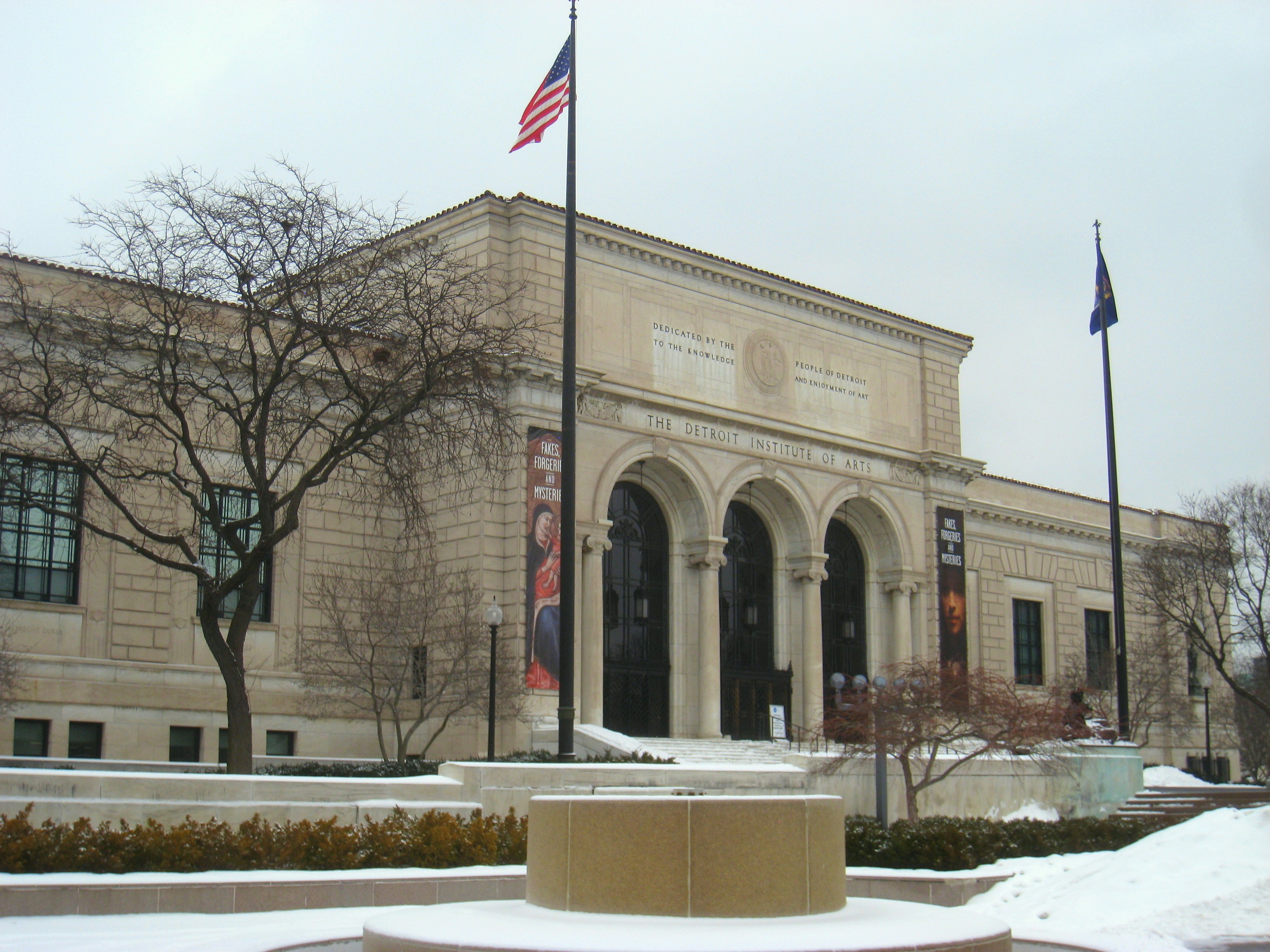
Fachada do Detroit Institute of Arts.

O museu teve sua origem durante um passeio pela Europa feito pelo magnata do jornal de Detroit, James E. Scripps, em 1881. Scripps manteve um diário da viagem de 5 meses que fez com a família, pela Itália, França, Alemanha e Holanda, cujos registros sobre arte e cultura dos países visiados foram publicados no The Detroit News. A série ficou tão popular que foi republicada em forma de livro, chamada Five Months Abroad. O sucesso inspirou William H. Brearley, gerente do departamento de publicidade do jornal, para organizar uma exposição de arte em 1883, que também foi extremamente bem recebida.
Brearly convenceu muitos dos principais cidadãos de Detroit a contribuir para a criação de um museu permanente. Inicialmente foi nomeado como Museu de Arte de Detroit. Entre os doadores estavam James E. Scripps, seu irmão George H. Scripps, Dexter M. Ferry, Christian H. Buhl, o general Russell A. Alger, Moses W. Field, James McMillan e Hugh McMillan, George H. Hammond, James F. Joy, Francis Palms, Christopher R. Mabley, Simon J. Murphy, John S. Newberry, Cyrenius A. Newcomb, Sr., Thomas W. Palmer, Philo Parsons, George B. Remick, Allan Shelden, William C. Weber , David Whitney Jr., George VN Lothrop e Hiram Walker.
Com muito sucesso de sua primeira exibição, Brearley desafiou 40 dos empresários líderes e proeminentes de Detroit a contribuir com US$ 1.000 cada um para ajudar a financiar a construção de um museu permanente. Com US $ 50.000 provenientes apenas de Scripps, seu objetivo estava ao alcance. Em 1888, Scripps e Brearley incorporaram o Museu de Artes de Detroit, preenchendo-o com mais de 70 obras de arte adquiridas por Scripps durante seu tempo na Europa.
Durando como um museu de menos de 40 anos, o impacto na cidade de Detroit foi tremendo. O sucesso da exposição de empréstimo de arte em 1883 levou à criação de um conselho. O objetivo do conselho era criar e criar fundos para construir um museu de arte permanente na cidade. Entre os financiadores da causa estavam alguns dos maiores nomes de Detroit, incluindo James E. Scripps, George H. Scripps, Russell A. Alger e o senador Thomas Palmer. O antigo edifício do Museu de Arte de Detroit abriu em 1888, na Jefferson Avenue (sendo demolido em 1960). O conselho de curadores do Museu de Arte de Detroit mudou o nome para o Instituto de Artes de Detroit em 1919 e um comitê começou a levantar fundos para construir um novo local, com Scripps ainda no comando. O atual edifício DIA na Woodward Avenue foi inaugurado em 7 de outubro de 1927. Embora não tenha sido oficialmente declarado o fundador do Detroit Institute of Arts, Scripps e Brearley foram, de fato, os fundadores do antecessor da DIA, The Detroit Museum of Art. Com o sucesso das artes e a indústria automotiva em expansão, as famílias estavam migrando para a cidade; insistindo na necessidade de expandir a visão que Scripps originalmente havia sonhado, um novo edifício foi criado e o DIA nasceu.
As obras de artistas norte-americanos foram adquiridas imediatamente após a fundação do museu em 1883. No começo do século XX produziu-se um período de aquisições prolífico para o museu, que por então adquiriu grande número de obras internacionais. 
Em 1927, Paul Cret construiu um dos edifícios do museu atual no estilo Beaux-Arts.
Robert Hudson Tannahill, de uma família que administrava lojas de departamentos Hudson's, foi grande entusiasta e defensor importante do museu, doando muitas obras ao longo de sua vida. Quando morreu em 1970, deixou como legado uma grande coleção de arte européia (que tinha inclusive obras de Cézanne, Van Gogh, Gauguin, Degas, Seurat, Rousseau, Matisse e Picasso), obras importantes do expressionismo alemão, uma grande coleção de arte africana.
Uma parte da verba atual do museu vem do governo do Estado de Michigan como intercâmbio no qual o museu efetua programas sobre a apreciação da arte e cede seus serviços de conservação da arte a outros museus de Michigan.
Atualmente, o edifício do DIA passa por uma expansão e restauração que terão um custo total de 158 $milhões (USD).

## Coleções

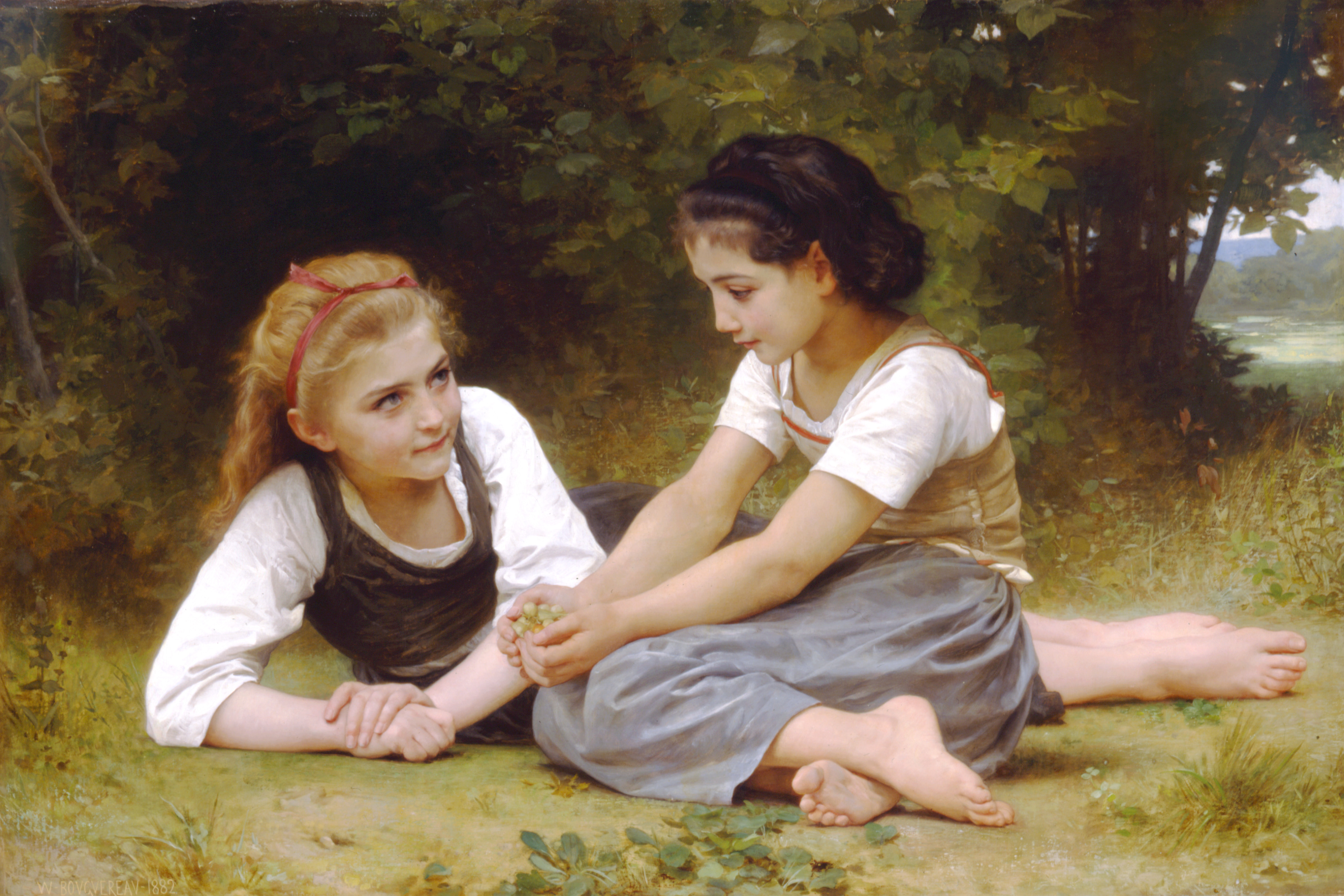
William-Adolphe Bouguereau, As Apanhadoras de Nozes, 1882

O museu contém 100 galerias de arte de todo o mundo. Os afrescos da série Detroit Industry, do pintor espanhol Diego Rivera, abrange os níveis superior e inferior, que cercam a praça central de mármore do local. A coleção de armaduras de William Randolph Hearst alinha o caminho do hall de entrada para a praça central. A coleção de arte americana no DIA é uma das mais impressionantes, e os funcionários classificaram o conjunto de pinturas como o 3ª melhor entre museus dos Estados Unidos. Obras de artistas americanos começaram a serem colecionadas imediatamente após a fundação do museu, em 1883. Hoje, a coleção é uma forte pesquisa da história norte-americana, com obras de arte reconhecidas de pintura, escultura, móveis e artes decorativas do século XVIII, século XIX e século XX, com arte contemporânea de todas as mídias também fazendo parte desse acervo. O museu inclui artistas como John James Audubon, George Bellows, George Caleb Bingham, Alexander Calder, Mary Cassatt, Dale Chihuly, Frederic Edwin Church, Thomas Cole, John Singleton Copley, Robert Colescott, Thomas Wilmer Dewing, Thomas Eakins, Childe Hassam, Winslow Homer, George Inness, Martin Lewis, Georgia O'Keeffe, Charles Willson Peale, Rembrandt Peale, Tom Phardel, Duncan Phyfe, Hiram Powers, Sharon Que, Frederic Remington, Paul Revere, Augustus Saint-Gaudens, John Singer Sargent, John French Sloan, Marylyn Dintenfass, Gilbert Stuart Yves Tanguy, Henry Ossawa Tanner, Louis Comfort Tiffany, Andy Warhol, William T. Williams, Andrew Wyeth e James McNeill Whistler.

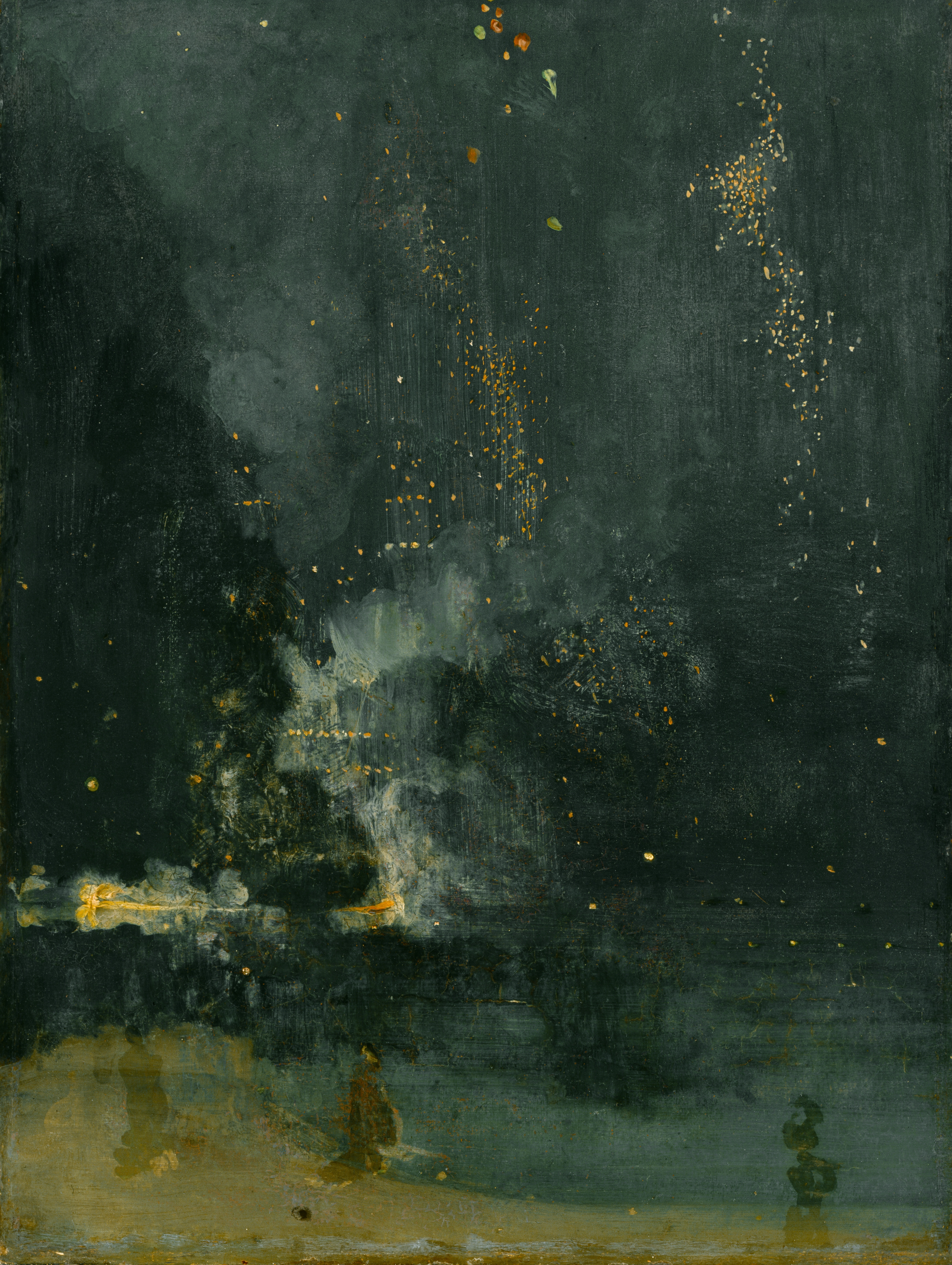
James McNeill Whistler, Noturno em Preto e Ouro: A Queda do Foguete, 1875

O começo do século XX foi um período de coleta prolífica para o museu, que adquiriu obras como um relevo de telha de dragão da Porta de Istar da Babilônia, um relevo egípcio de mulheres de luto e uma estatueta de um escriba sentado, A Dança de Casamento de Pieter Bruegel, O Velho, São Jerônimo em Seu Estúdio, de Jan van Eyck e Madona e a Criança, de Giovanni Bellini. Aquisições anteriores incluíram pinturas francesas de Claude Monet, Odilon Redon, Eugène Boudin, e Edgar Degas, assim como velhos mestres, como Gerard ter Borch, Peter Paul Rubens e Albrecht Dürer. O museu também possui obras de Vincent van Gogh, inclusive até o famoso auto-retrato. A obra icônica de Van Gogh e A Janela, de Henri Matisse, foram comprados em 1922 e foram as primeiras pinturas desses dois artistas a entrar em uma coleção pública de arte norte-americana.
Mais tarde, aquisições importantes incluem Retrato de Mulher, de Hans Holbein, o Jovem; Noturno em Preto e Ouro: A Queda do Foguete, de James McNeill Whistler, e trabalhos de Paul Cézanne, Eugène Delacroix, Auguste Rodin, Jean-Baptiste Carpeaux e François Rude.
O expressionismo alemão foi contemplado e adquirido cedo pelo DIA, com obras de Heinrich Campendonk, Franz Marc, Karl Schmidt-Rottluff, Max Beckmann, Karl Hofer, Emil Nolde, Lovis Corinth, Ernst Barlach, Georg Kolbe, Wilhelm Lehmbruck, Erich Heckel, Ernst Ludwig Kirchner, Paula Modersohn-Becker, e Max Pechstein na coleção. Entre os artistas que não eram alemães do movimento expressionista, estavam Oskar Kokoschka, Wassily Kandinsky, Chaim Soutine e Edvard Munch. As Apanhadoras de Nozes, de William-Adolphe Bouguereau é, segundo algumas opiniões, a obra mais popular do acervo.
Além dos trabalhos norte-americanos e europeus listados acima, a coleção do Detroit Institute of Arts é geralmente enciclopédico e extensivo, como os materiais milenares da Grécia, Roma, Etrúria, Mesopotâmia e Egito, assim como o vasto conteúdo de arte Islâmica, Africana e Asiática, de todos os formatos.
Em dezembro de 2010, o museu inaugurou uma nova galeria permanente, com coleções especiais de fantoches de mãos, com luzes programáticas e cenário original. O DIA planeja realizar eventos sobre fantoches e exposições rotacionais, com o acervo de marionetes do museu.

## Principais obras
- Pintores estadounidenses: John Singleton Copley, George Caleb Bingham, Frederic Edwin Church, John Singer Sargent, Duncan Phyfe, Louis Comfort Tiffany e Paul Revere.
- James Abbott McNeill Whistler, Nocturne in Black and Gold: The Falling Rocket
- Dragão da Porta de Istar da Babilônia
- Giovanni Bellini Virgem com menino
- William Bouguereau Lhes Noisettes
- Pieter Bruegel, o Velho Dança de Casamento de Camponeses ao Ar livre
- Vincent Van Gogh, Auto-retrato
- Hans Holbein, o Jovem Retrato de uma mulher
- Henri Matisse A janela
- Diego Rivera Indústria de Detroit
- Dos Pintores: Pedro Pablo Rubens, Alberto Durero, Gerard ter Borch, Rembrandt
- Obras de pintores anônimos como a Natividad do Maestro da Lenda de Santa Úrsula
- Outros pintores franceses: Edgar Degas, Claude Monet, Odilon Redon, Eugène Boudin, Paul Cézanne, Paul Gauguin, Georges Seurat, e Henri Rousseau.

## Exposições recentes

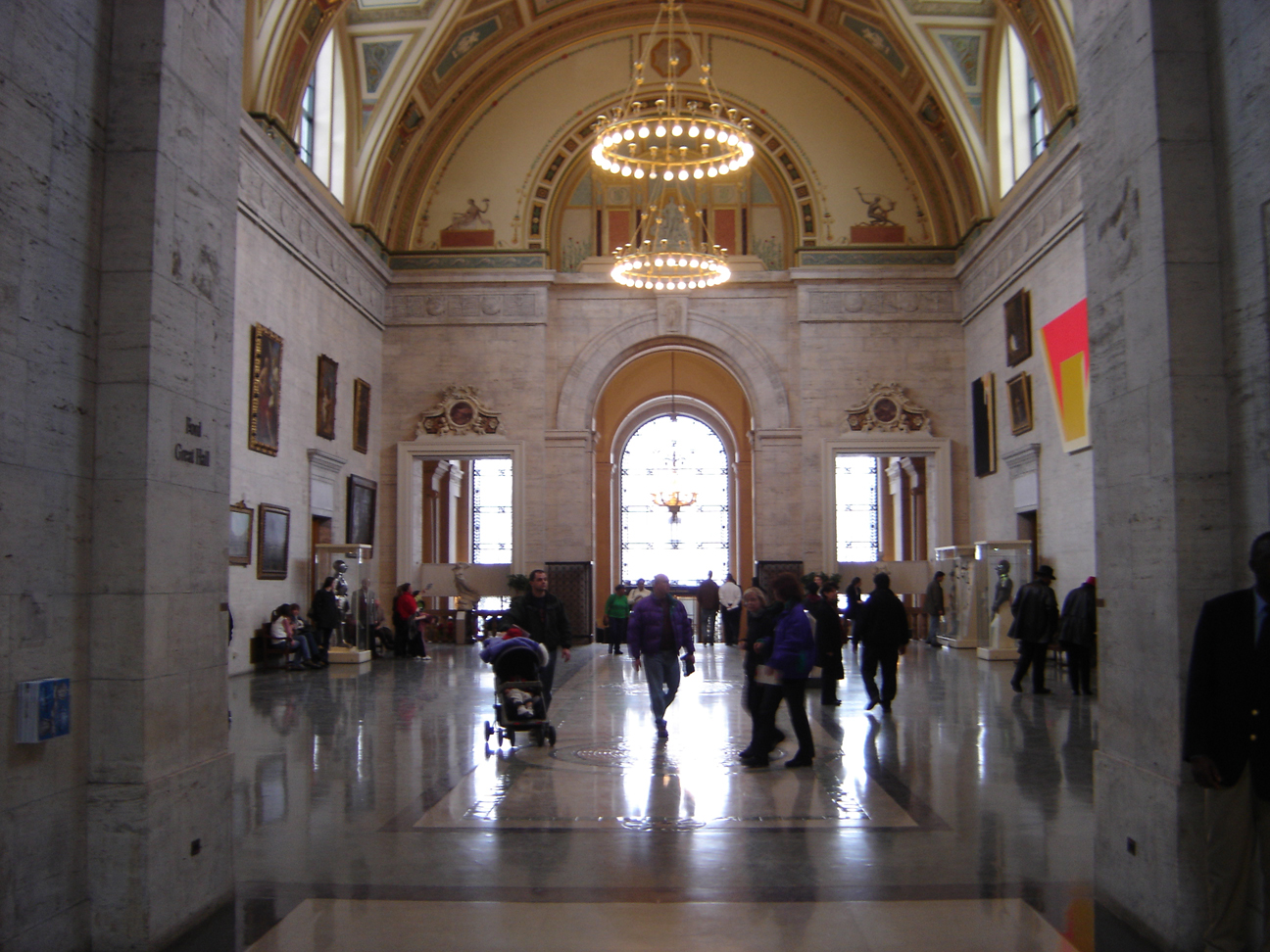
Hall de entrada do Detroit Institute of Arts.

Diego Rivera and Frida Kahlo in Detroit (em português: Diego Rivera e Frida Kahlo em Detroit) (15 de março de 2015 - 12 de julho de 2015): A exposição foi exclusiva do museu, que mostrou cerca de 70 obras de arte do icônico casal de pintores e sua relação com a cidade de Detroit. 
30 Americans (em português: 30 Americanos) (18 de outubro de 2015 - 18 de janeiro de 2016): Focando na obra contemporânea de artistas afro-americanos, a exposição contemplou temas como raça, política e identidade de gênero na construção dos Estados Unidos, pelo olhar de artistas como Kerry James Marshall, Jean-Michel Basquiat, Kara Walker, Nick Cave, Kehinde Wiley, Carrie Mae Weems, Robert Colescott, Glenn Ligon e Lorna Simpson, entre pinturas, esculturas e instalações.
Dance! American Art 1830 - 1960 (em português: Dance! Arte Americana 1830-1960) (20 de março de 2016 - 12 de junho de 2016): O museu produziu uma exposição sobre dança, reunindo 90 obras de artistas que definiram a estética da dança moderna, como John Singer Sargent e Andy Warhol.
The 79th Annual Detroit Public Schools Student Exhibition (em português: 79ª Exposição Anual dos Estudantes de Escolas Públicas de Detroit) (30 de abril de 2016 - 5 de junho de 2016): A exposição é uma tradição anual da cidade, que reúne trabalhos de alunos desde o jardim-de-infância até o ensino fundamental, entre pinturas, esculturas e fotografias.

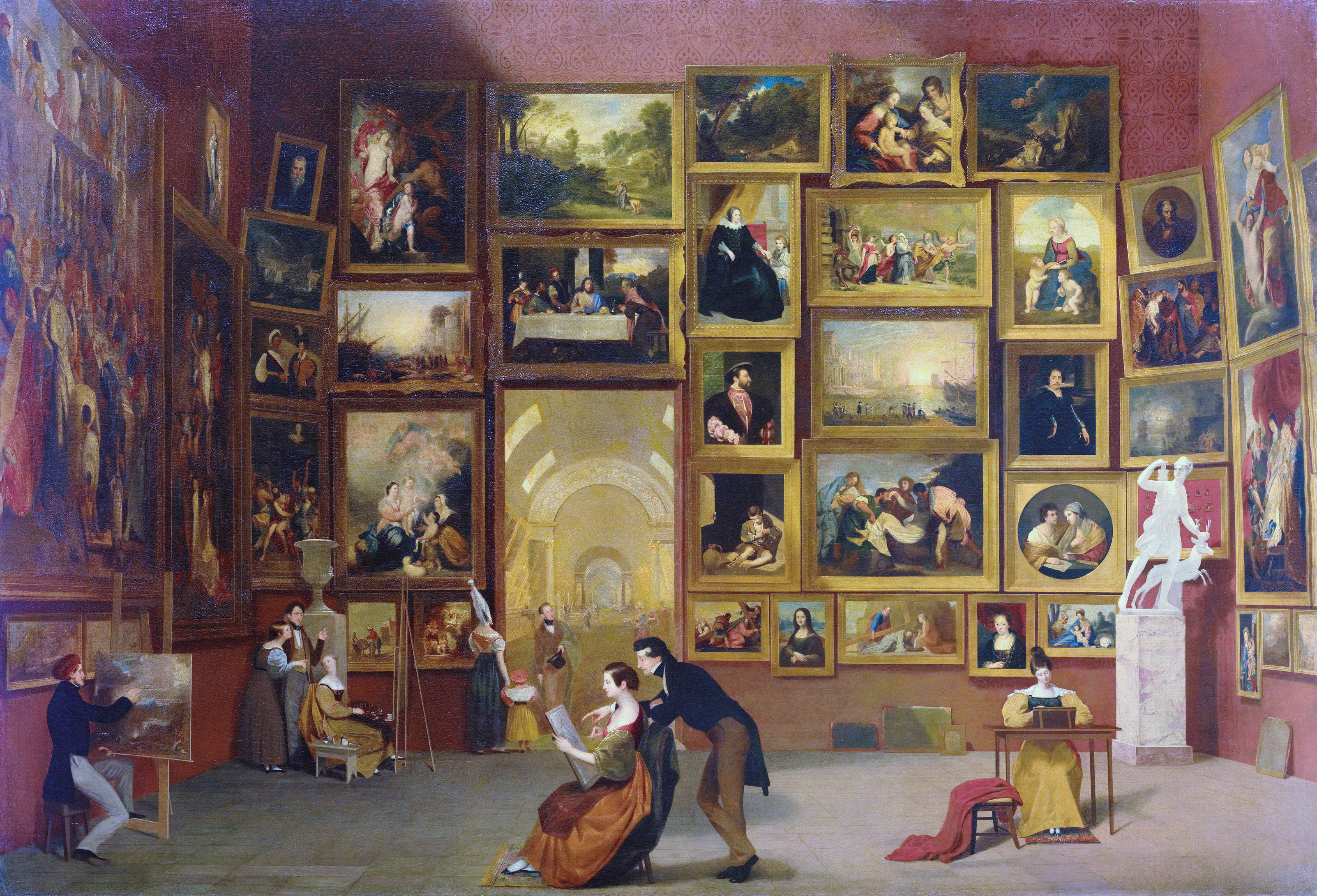
Samuel Morse, Gallery of the Louvre, 1831-1833.

Guest of Honor: Gallery of the Louvre (em português: Hóspede de Honra: Galeria do Louvre) (16 de junho de 2016 - 18 de setembro de 2016): O museu recebeu a obra Gallery of the Louvre, do pintor americano Samuel Morse (1791-1872). Antes de se consagrar como inventor, ele já era reconhecido como artista, e na pintura em questão, retratou o interior do Museu do Louvre, de Paris, França.
The Open Road: Photography and the American Road Trip (em português: A Estrada Aberta: Fotografia e a Viagem Por Estradas Americanas) (17 de junho de 2016 - 11 de setembro de 2016): A exposição reuniu fotos sobre a cultura das estradas dos Estados Unidos, famosas por cortar o país e pelas longas viagens de carro. Foi mostrada a obra de 19 fotógrafos, entre eles Robert Frank, que chegou a publicar um livro sobre o tema em 1958.
Thalassa (24 de setembro de 2016 - 24 de junho de 2017): A artista de rua Callie Curry, de Nova York, produziu a instalação contemporânea Thalassa no hall do Detroit Institute of Arts. A escultura mistura uma figura feminina com gravuras de criaturas do mar, e é uma forma de representar a arte urbana em um museu tradicional.
Detroit After Dark: Photographs from the DIA Collection (em português: Detroit Após a Escuridão: Fotografias da Coleção do DIA) (21 de outubro de 2016 - 23 de abril de 2017): O projeto reuniu fotos da cidade de Detroit, que já faziam parte do acervo permanente, explorando luz e sombra no visual urbano. Além de estudos de arquitetura e cenas das ruas, foram mostradas também fotos dos artistas, já que a música marca forte presença na história do local.
Ofrendas: Celebrating el Día de Muertos (em português: Oferendas: Celebrando o Dia dos Mortos) (21 de outubro de 2016 - 6 de novembro de 2016): A curta exibição reuniu altares típicos da celebração mexicana de Dia dos Mortos, com as oferendas aos antepassados, pratos típicos e decorações tradicionais. O projeto foi feito em parceria com o Consulado Mexicano de Detroit.

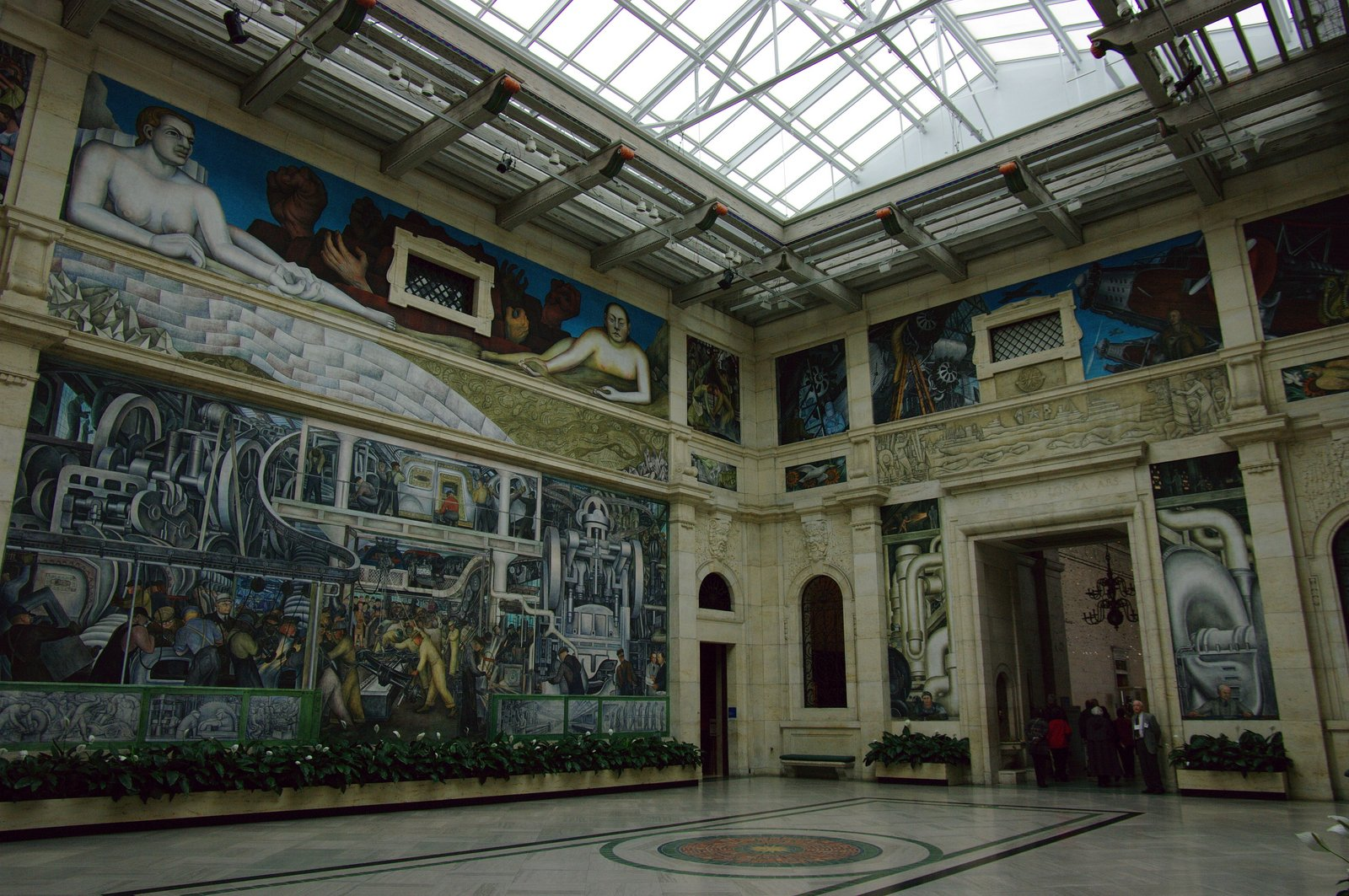
Interior do Detroit Institute of Arts.

Bitter|Sweet: Coffee, Tea & Chocolate (em português: Amargo: Café, Chá e Chocolate) (20 de novembro de 2016 - 5 de março de 2017): A primeira exposição do museu que misturou arte com os cinco sentidos, levando o público a ver, sentir e provar o gosto de elementos relacionados ao café, chá e chocolate, bebidas que motivaram a exploração colonial do século XVI.
The Edible Monument: The Art of Food for Festivals (em português: O Monumento Comestível: A Arte da Comida Para Festivais) (16 de janeiro de 2017 - 16 de abril de 2017): A mostra incluiu 140 gravuras, livros raros e manuais da coleção do Getty Research Institute, sobre os monumentos e esculturas feitos com alimentos especialmente para festivais de rua na Europa, entre os séculos XVI e XIX.
80th Detroit Public Schools Community District Exhibition (em português: 80ª Exposição Anual dos Estudantes de Escolas Públicas de Detroit) (29 de abril de 2017 - 28 de maio de 2017): Novamente, a tradicional exposição estudantil, que reúne trabalhos de alunos desde o jardim-de-infância até o ensino fundamental, entre pinturas, esculturas e fotografias.
Art of Rebellion: Black Art of the Civil Rights Movement (em português: Arte da Rebelião: Arte Negra do Movimento Pelos Direitos Civis) (23 de julho de 2017 - 22 de outubro de 2017): Com obras poderosas de artistas afro-americanos, a exposição trouxe 34 pinturas, esculturas e fotografias de artistas que fizeram parte dos movimentos sociais dos anos 60, como a Rebelião de Detroit, de 1967, levantando a reflexão sobre a identidade racial dos Estados Unidos.
D-Cyphered: Portraits by Jenny Risher (em português: D-Cyphered: Retratos por Jenny Risher) (4 de agosto de 2017 - 18 de fevereiro de 2018): A exposição monta uma linha do tempo fotográfica sobre o hip-hop de Detroit, com cerca de 75 fotos, tiradas entre 2015 e 2017 por Jenny Risher.